# オン・セミコンダクター
オン・セミコンダクター（ON Semiconductor.）は、米国アリゾナ州スコッツデールに世界本社を置く大手半導体メーカー。

## 概要
オン・セミコンダクターの前身は、モトローラ社の半導体コンポーネント・グループであり、モトローラ社のディスクリート、標準アナログ、標準ロジック・デバイスを継続して製造していた。
2006年以降、大規模な事業買収により、急成長をとげている。IHS iSuppli社の調査によると、2011年と2013年の半導体売上高で世界トップ20位以内にランクインした（19位）。
北米、ヨーロッパ、およびアジア太平洋地域で、製造工場、営業所、デザイン・センター網を運営。自動車、通信、コンピュータ、コンシューマ、工業、LED照明、医療、軍事、航空および電源アプリケーション向けの電源および信号管理、ロジック、ディスクリートおよびカスタム・デバイスを含む半導体のサプライヤー。
中国市場では、社名を発音が近い当て字で“安森美半導体”（繁体字: 安森美半導體、簡体字: 安森美半导体）、元CEOのKeith Jacksonは中国名“傑克信”を使用して親しまれていた。

## 日本での活動
日本における傘下法人としてはオン・セミコンダクター株式会社など複数の法人が存在している。2020年12月現在で日本国内のグループ従業員は約1,800人である。
2010年7月、三洋電機から三洋半導体（現オン・セミコンダクター・ホールディングス）の買収を発表し、2011年1月、統合を完了した。三洋半導体は、System Solutions Group（SSG）という事業体としてオン・セミコンダクターに編入されており、オン・セミコンダクターは日本市場での存在感を強めている。
2011年10月、会津のウェハ製造工場を閉鎖すると発表。
2016年には事業部門を3つに再編しシステム・ソリューションズ・グループは解消された。

### オン・セミコンダクター・ホールディングス
三洋電機株式会社の半導体部門（半導体カンパニー）が分社し、100%子会社として三洋半導体（さんようはんどうたい）が2006年7月3日に設立された。本社は三洋電機株式会社の東京製作所（群馬県邑楽郡大泉町坂田一丁目1番1号）内にあった。
2007年10月、三洋電機は三洋半導体の売却について、買収ファンドのアドバンテッジパートナーズと交渉を続けたが、価格面で折り合わず交渉を打ち切った。この時点で三洋半導体は売上高1800億円、営業利益約40億を計上しており、自主再建の方針となった。
しかし、2010年7月、三洋電機はオン・セミコンダクターに約330億円で三洋半導体を売却すると発表した。この時点で三洋半導体は売上高995億円、営業損益は71億円の赤字に転落していた。旧三洋半導体の買収の意義について、Rashid氏は次のように語っている。「買収した理由はいくつかある。まず、当社の長期のM&A戦略だ。それは、当社の製品ポートフォリオを拡大するために、主要エンド・マーケット向けに当社の製品群を補完する技術や製品を増やすというものである。三洋半導体の買収は、このM&A戦略に則していた。第2の理由は、三洋半導体の買収は、当社の日本における存在感の強化、顧客増加、マーケットシェアを上げることにつながると考えたことである」
2011年1月1日にオン・セミコンダクターによる買収が完了し、同社の100%子会社として運営されている。当初、最長3年間はSANYOロゴを使用する計画であるとしていたが、2013年9月にロゴが変更された。

### オン・セミコンダクター関東
三洋電機株式会社の半導体後工程製造子会社であった各社を統合して、関東三洋セミコンダクターズ株式会社（現:オン・セミコンダクター関東）は2002年4月に発足した。株主は三洋半導体株式会社95%、三洋半導体製造株式会社5%であった。
三洋半導体のオン・セミコンダクター傘下入りに伴い、関東三洋セミコンダクターズもオンのグループメンバーとなった。2013年10月のプレスリリースにより、2014年6月までに閉鎖することが発表されたが、法人格は存続している。

### オン・セミコンダクター新潟
オン・セミコンダクター新潟株式会社（オン・セミコンダクターにいがた、英: ON Semiconductor Niigata Co.）は、旧:三洋半導体製造株式会社（さんようはんどうたいせいぞう、SANYO Semiconductor Manufacturing Co., Ltd. ）を名称変更した会社であり、三洋半導体の前工程製造子会社であった。

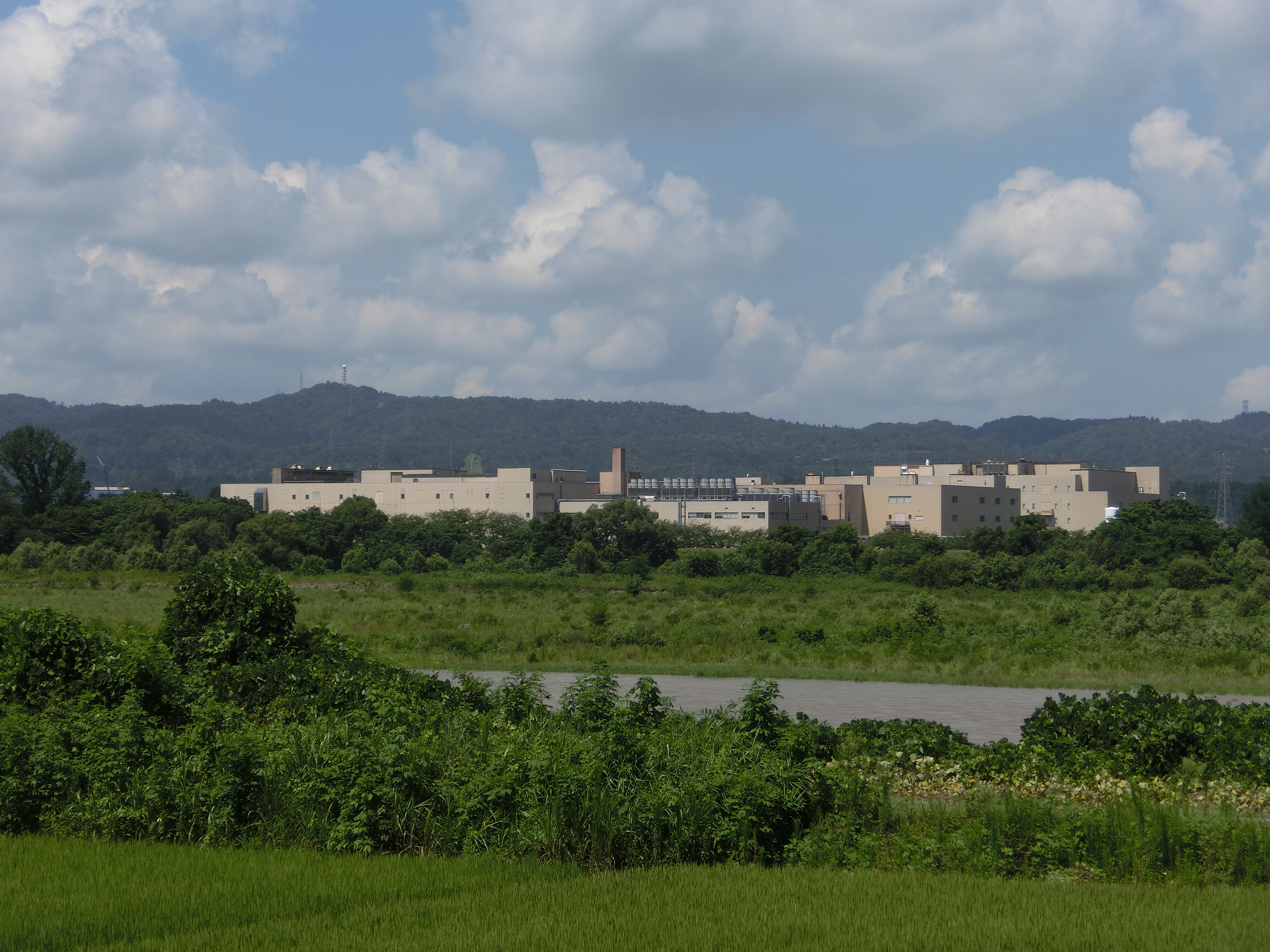
信濃川を挟んだ対岸から撮影されたオン・セミコンダクター新潟社屋

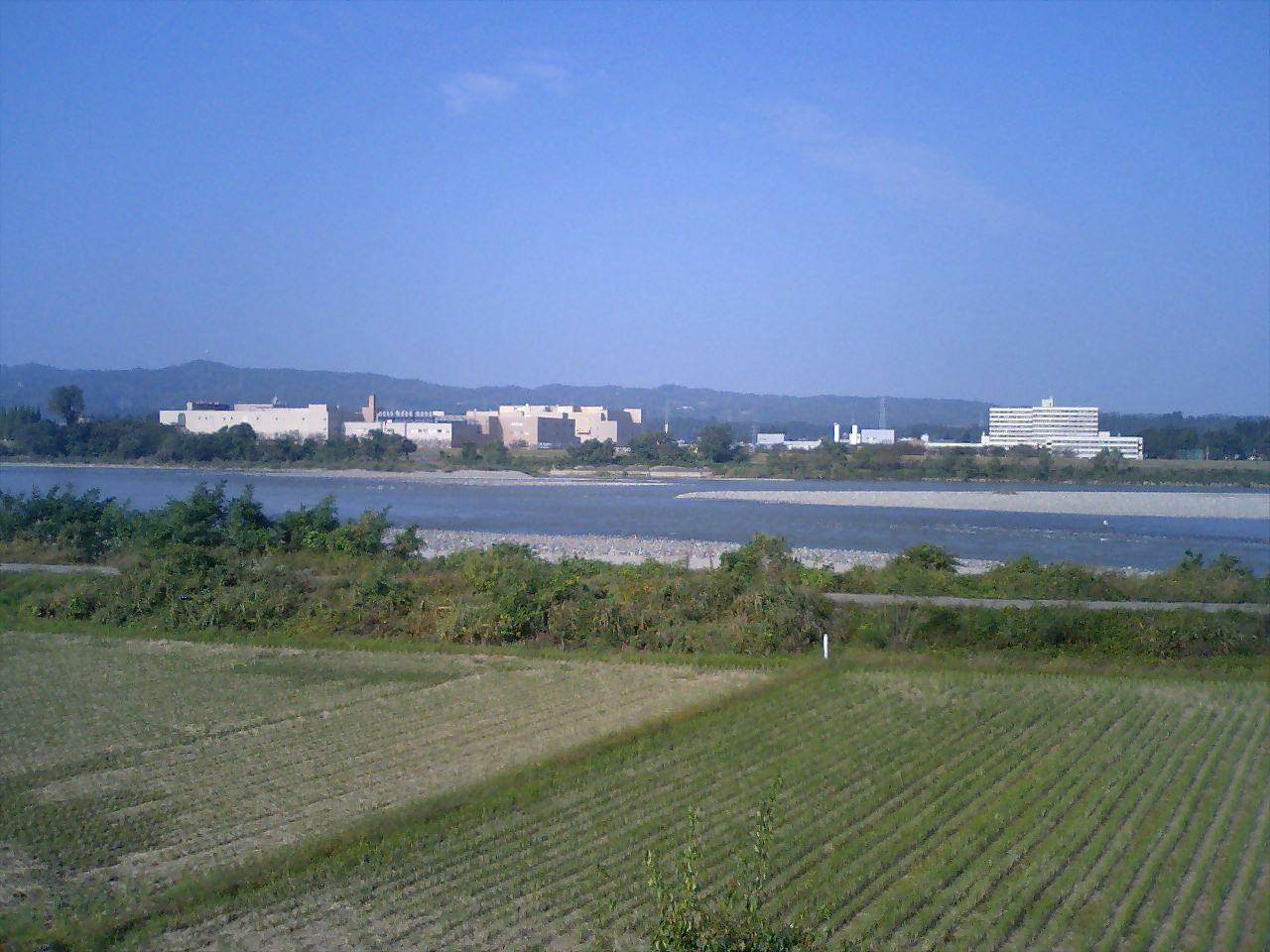
オン・セミコンダクター新潟社屋及び社員寮

三洋電機の半導体部門（半導体カンパニー）の前工程製造部門と同社の半導体前工程製造子会社であった新潟三洋電子を統合して、2005年8月1日に設立された。本社は旧新潟三洋電子の所在地である新潟県小千谷市にある。
2020年8月に売却する方針が発表され、2022年12月に日本初の独立系ファウンドリとして設立された「JSファンダリ」に売却された。JSファンダリは、日本政策投資銀行や伊藤忠商事が出資する投資ファンド「マーキュリアホールディングス」の中核会社の「マーキュリアインベストメント」、および「産業創成アドバイザリー」と「福岡キャピタルパートナーズ」の3社が、それぞれの投資ビークルを通じて、オンセミ新潟の事業を承継した「株式会社JSファンダリ新潟」の株式を取得して設立された。2025年7月14日、JSファンダリは東京地方裁判所に自己破産を申請し受理された。

### オン・セミコンダクター会津
2017年10月、富士通セミコンダクター傘下で会津若松工場（８インチウェハ対応）を保有する会津富士通セミコンダクターマニュファクチャリングの出資比率を10%から段階的に引き上げ、2020年前半をめどに100%子会社化することを発表。2018年10月、会津富士通セミコンダクターマニュファクチャリングへの出資比率を40%から60%に引き上げ子会社化し、社名をオン・セミコンダクター会津とした。

## 沿革
- 1999年8月4日 － 独立企業として設立された。
- 2000年4月 － チェリー半導体（Cherry Semiconductor）の買収を完了。
- 2006年5月 － LSI Logic社からオレゴン州グレシャムのデザイン＆製造施設買収を完了。
- 2008年
  - 1月 － アナログ・デバイセズ社（Analog Devices, Inc.）からCPU電圧およびPC温度監視事業を1億8,400万ドルで買収。
  - 3月 － 9億1,500万米ドルでAMI Semiconductorの買収を完了。
  - 10月 － 1億1,500万米ドルでCatalyst Semiconductorの買収を完了。
- 2009年11月 － 1,700万米ドルでパルスコア（PulseCore Semiconductor）の買収を完了。
- 2010年
  - 1月 － カリフォルニア精密機器（California Micro Devices）の買収を完了。
  - 7月 － サウンドデザインテクノロジーズ社（Sound Design Technologies, Ltd.）の買収を完了。
- 2011年
  - 1月 － 三洋半導体の買収を完了。
  - 2月 － 3,140万米ドル サイプレスセミコンダクタ(Cypress Semiconductor) から CMOS イメージセンサ部門の買収を完了。
- 2014年
  - 4月 － トゥルーセンス・イメージング社の買収を完了[27]
  - 6月 － アプティナイメージング社の買収について最終合意を結んだ[28]。
- 2015年11月 － フェアチャイルドセミコンダクター社を24億米ドルで買収することで合意したと発表した。買収完了は、2016年第2四半期になるとしている。買収後のオン・セミコンダクターは年間売上高50億米ドルを見込み、パワー半導体の分野では第2位のメーカーになるという[29]。
- 2016年9月 － フェアチャイルドセミコンダクター社の買収が完了。中国商務部の承認を得るため、プレーナ型IGBT（イグニションIGBT）事業を売却することが条件とされ、オン・セミコンダクターは条件通り、同事業を米国Littelfuse（リテルヒューズ）に2016年8月に売却完了した[30]。
- 2018年5月 － SensLの買収を完了。

### オン・セミコンダクター・ホールディングス
- 2006年7月 - 三洋電機株式会社から半導体部門を独立させ、三洋半導体株式会社を設立。
- 2011年1月 - 三洋半導体株式会社とオン・セミコンダクターが経営統合を完了[16]。
- 2013年10月 - 三洋半導体グループ全社員の半分近くに相当する最大910人を削減すると発表[31]。当面の人員削減は「これで最後になる」（Rashid氏）としている[32]
- 2014年2月 - 商号をシステム・ソリューションズ株式会社に変更[33]。
- 2018年1月 - 商号をオン・セミコンダクター・ホールディングス株式会社に変更した[34]。

### オン・セミコンダクター関東
- 1999年10月 - 東京アイシー株式会社と三洋伊勢崎電子株式会社を合併し関東三洋電子株式会社を発足
- 2002年4月 - 関東三洋電子株式会社、羽生三洋電子株式会社、三洋シリコン電子株式会社、福島三洋電子株式会社の4社を合併し、関東三洋セミコンダクターズ株式会社を発足
- 2011年1月1日 - 三洋半導体のオン・セミコンダクター傘下入りに伴い、オンのグループメンバー入り。
- 2013年10月 - 埼玉県羽生市の工場を2014年6月までに閉鎖と発表[18]
- 2017年6月 - オン・セミコンダクター関東株式会社に商号を変更した。

### オン・セミコンダクター新潟
- 1960年6月 - 東京三洋電機（現:三洋電機東京製作所）でトランジスタ生産開始（現:群馬工場）、後IC、LSIへと研究開発・生産。
- 1984年6月 - LSI生産拠点として新潟三洋電子を設立（現:新潟工場）。
- 1987年2月 - 三洋VLSIエンジニアリングを設立。
- 2004年4月 - 三洋VLSIエンジニアリングが岐阜三洋電子へ名称変更。
- 2005年8月 - 半導体前工程部門（新潟三洋電子・サプライビジネスユニット・岐阜三洋電子）を統合し三洋半導体製造を設立。
- 2011年1月1日 - 三洋半導体のオン・セミコンダクター傘下入りに伴い、オンのグループメンバー入り。
- 2013年 - オン・セミコンダクター新潟株式会社へ名称変更した。
- 2020年8月 - オン・セミコンダクターが新潟工場の売却検討を発表[35][36][37]。
- 2022年12月 - 日本初の独立系ファウンドリ「JSファンダリ」への新潟工場の売却を完了した[22]。

## 製造品目
- パワー・マネージメント・デバイス： AC-DCコントローラ&レギュレータ、DC-DCコントローラ、コンバータ、レギュレータ、ドライバ、熱管理、電圧＆電流管理
- 信号管理デバイス： アンプ＆コンパレータ、アナログ・スイッチ、デジタル・ポテンショメータ、DSPシステム、EMI/RFIフィルタ、インタフェース
- ロジック・デバイス： マイクロコントローラ、クロック生成、クロック＆データ分配、メモリ、標準ロジック
- ディスクリート・デバイス： バイポーラ・トランジスタ、ダイオード＆レクティファイヤ、IGBT & FET、サイリスタ
- カスタム・デバイス： ASIC、カスタム・ファウンドリ・サービス、カスタムULPメモリ

## 事業部門
- アナログ＆ミックスドシグナル・グループ (AMG)
- インテリジェントセンシング・グループ (ISG)
- パワーソリューションズ・グループ (PSG)

## 製造施設
- ベルギー
- カナダ
- 中国
- チェコ共和国
- 日本
- 韓国
- マレーシア
- フィリピン
- 米国
- ベトナム

## デザイン・センター
- ベルギー
- カナダ
- チェコ共和国
- フランス
- ドイツ
- インド
- アイルランド
- 日本
- 韓国
- フィリピン
- ルーマニア
- スロバキア共和国
- スイス
- 台湾
- 米国

## ソリューション・エンジニアリング・センター
- 中国 - 上海
- ドイツ - ミュンヘン
- 日本 - 東京
- 韓国 - ソウル
- 台湾 - 台北
- 米国 - ポートランド、サンノゼ